# Mercedes-Benz F-Cell
A Mercedes-Benz F-Cell egy hidrogénnel meghajtott, üzemanyagcellás személyautó.

## Története
Első verziója 2004-ben jelent meg, majd 2009-ben a Mercedes elkészítette az autó második verzióját, amiből 2010-ben 200 darabot helyeztek üzembe, tesztelés céljából. A flotta három darabja 2011 januárjában 13 országot érintő (Franciaország, Spanyolország, Portugália, Egyesült Államok, Kanada, Ausztrália, Kína, Kazahsztán, Oroszország, Finnország, Svédország, Norvégia, Dánia) 30 000 kilométeres útra indult, hogy a gyár ezzel bizonyítsa a technológia megbízhatóságát.